# Lada Azimut
Lada Azimut — компактный кроссовер Волжского автомобильного завода, представленный в 2025 году и планируемый к производству в 2026 году.

## Описание
Впервые Lada Azimut был представлен летом 2025 года на ПМЭФ. По словам АвтоВАЗа, модель полностью разработана российскими специалистами. Старт производства Lada Azimut намечен на 2026 год.
По словам президента АО «АвтоВАЗ» Максима Соколова, Lada Azimut — второй ( после  Vesta Cross/Vesta SW Cross) за практически три десятилетия новый кроссовер в линейке автомобилей Lada. Процесс создания занял три года. Для автомобиля спроектировано около тысячи новых компонентов.
В отличие от Lada Vesta, колёсная база увеличена с 2635 до 2675 мм. Длина Lada Azimut составляет 4416 мм, ширина — 1838 мм, высота — 1608 мм, а клиренс — 208 мм.
На дне открытых дверей АвтоВАЗа 20 июля в Тольятти был представлен второй прототип кроссовера Lada Azimut, отличающийся от показанного ранее оранжевого шоу-кара более сдержанным тёмно-мятным окрасом и применением штампованных кузовных панелей. Эти изменения указывают на высокую степень готовности модели к запуску в производство, намеченному на первую половину 2026 года.
Ожидаемая цена кроссовера составит около 2,5 млн рублей. Azimut рассматривается как преемник модели XRay и ориентирован на сегмент доступных семейных автомобилей.
Фактически имеет массу сходств с Dacia Duster 3 поколения, что даёт возможность предположить, что это и есть Duster в глубоком рестайлинге. Также это косвенно намекает на неофициальное взаимодействие АО "АвтоВАЗ" с производителями Renault или Dacia.
В подтверждении последних слухов АВТОВАЗ официально зарегистрировал патент на экстерьер перспективного кроссовера LADA Azimut. В числе авторов указаны Суслаев, Суслов, Глотов и Ежен Аккерман — дизайнер с французскими корнями, ранее работавший в Renault, который переехал в Россию, получил гражданство и стал частью отечественной школы дизайна. Это уже второй патент, связанный с новой моделью: ранее была зарегистрирована решётка воздухозаборника, отразившая ключевые стилистические особенности будущего автомобиля — агрессивные линии и современный характер.

## Технические характеристики
Lada Azimut, разработанный на платформе Lada Vesta, планируется оснащать атмосферными двигателями объёмом 1,6—1,8 л, развивающими мощность 120—132 л. с., или же турбированным двигателем, развивающим мощность 150 л. с. Коробка передач — шестиступенчатая механическая или бесступенчатая.

## Цена
Официальные цены на модель не называются, но эксперт Дмитрий Новиков предполагает, что автомобиль будет стоить порядка 2,5-3 млн рублей в базе. Однако это примерная стоимость на текущий момент, а к дате официального старта продаж она может значительно вырасти. По словам главы АО «АвтоВАЗ» Максима Соколова, стоимость кроссовера Lada Azimut будет сопоставима с удлиненным седаном Lada Aura, который в данный момент оценивается в диапазоне 2,6 - 2,8 млн рублей.